# 黃牛章
黃牛章（阿拉伯语：‎；羅馬化：Sūratu al-Baqarah）是《古蘭經》的第二章（蘇拉），同時也是篇幅最長的章節。著名的中國《古蘭經》翻譯家馬堅將「黃牛」音譯為巴格勒。全章共計286節經文（阿亞），其中第282節是整部《古蘭經》的阿亞長度最長的。著名的「寶座經文」（第255節）也在本蘇拉裡。

## 概要
黃牛章的標題名稱指的是先知穆撒（摩西）與以色列人之間關於一頭黃牛的爭執，真主命令他們宰一頭黃牛以便找出一名謀殺者。（請勿將此故事同《聖經》裡的崇拜牛犢事件混淆）
黃牛章是麥地那篇章；此蘇拉的大部份內容據信是希吉拉事件之後的兩年內啟示的。某些阿亞（例如關於禁止利息的阿亞）較晚啟示，而最後啟示的三節阿亞則是在麥加啟示的。黃牛章所涉及的主題相當廣泛，包括了大量的沙里亞法規，並且重新講述了阿丹（亞當）、穆撒與易卜拉欣（亞伯拉罕）的故事。黃牛章也著墨於「歸信」這一主題，亦即敦促多神教徒與猶太人成為穆斯林，不斷地警告他們以及偽信者忽視真主召喚的下場。
黃牛章也著墨於戰爭的主題，其中第190-194節的阿亞經常被引述為伊斯蘭教的戰爭觀。

## 經文（節錄）
以下經文乃節錄自馬堅的譯文，共摘錄10節，第一行綠色的字體為阿拉伯語，次行為羅馬拼音，第三行為中文翻譯。
بِسْمِ اللّهِ الرَّحْمـَنِ الرَّحِيم

奉至仁至慈真主之名
2:1 المِِ

艾列弗，倆目，米目。
（關於《古蘭經》的開頭獨立字母，請參閱穆卡塔Muqatta'at）
2:2 ذَلِكَ الْكِتَابُ لاَ رَيْبَ فِيهِ هُدًى لِّلْمُتَّقِينَ

這部經，其中毫無可疑，是敬畏者的嚮導。
2:3 الَّذِينَ يُؤْمِنُونَ بِالْغَيْبِ وَيُقِيمُونَ الصَّلاةَ وَمِمَّا رَزَقْنَاهُمْ يُنفِقُون

他們確信幽玄，謹守拜功，並分捨我所給與他們的。
2:4 والَّذِينَ يُؤْمِنُونَ بِمَا أُنزِلَ إِلَيْكَ وَمَا أُنزِلَ مِن قَبْلِكَ وَبِالآخِرَةِ هُمْ يُوقِنُونَ

他們確信降示你的經典，和在你以前降示的經典，並且篤信後世。
2:5 أُوْلَـئِكَ عَلَى هُدًى مِّن رَّبِّهِمْ وَأُوْلَـئِكَ هُمُ الْمُفْلِحُونَ

這等人，是遵守他們的主的正道的；這等人，確是成功的。
2:6 إِنَّ الَّذِينَ كَفَرُواْ سَوَاءٌ عَلَيْهِمْ أَأَنذَرْتَهُمْ أَمْ لَمْ تُنذِرْهُمْ لاَ يُؤْمِنُونَ

不信道者，你對他們加以警告與否，這在他們是一樣的，他們畢竟不信道。
2:7 خَتَمَ اللّهُ عَلَى قُلُوبِهمْ وَعَلَى سَمْعِهِمْ وَعَلَى أَبْصَارِهِمْ غِشَاوَةٌ وَلَهُمْ عَذَابٌ عظِيمٌ

真主已封閉他們的心和耳，他們的眼上有翳膜；他們將受重大的刑罰。
2:8 وَمِنَ النَّاسِ مَن يَقُولُ آمَنَّا بِاللّهِ وَبِالْيَوْمِ الآخِرِ وَمَا هُم بِمُؤْمِنِينَ

有些人說：「我們已信真主和末日了。」其實，他們絕不是信士。
2:9 يُخَادِعُونَ اللّهَ وَالَّذِينَ آمَنُوا وَمَا يَخْدَعُونَ إِلاَّ أَنفُسَهُم وَمَا يَشْعُرُونَ

他們想欺瞞真主和信士，其實，他們只是自欺，卻不覺悟。
2:10 فِي قُلُوبِهِم مَّرَضٌ فَزَادَهُمُ اللّهُ مَرَضاً وَلَهُم عَذَابٌ أَلِيمٌ بِمَا كَانُوا يَكْذِبُونَ

他們的心裡有病，故真主增加他們的心病；他們將為說謊而遭受重大的刑罰。

## 外部連結
- （中文）黃牛章導讀 （页面存档备份，存于）
- （中文）黄牛章 （页面存档备份，存于） 手稿，历史可追溯至13世纪，“人”古兰经“通过世界数字图书馆”
- （英文）（阿拉伯文）Altafsir.com （页面存档备份，存于）-黃牛章注釋
- （英文）MountHira.com （页面存档备份，存于）寶座經文朗誦教學